# Post scriptum
Post scriptum (lat. som betyder "efterskrift"), P.S. (även ofta förkortat som ps eller PS), är text som lagts till efter signaturen i ett brev eller liknande meddelande.
Post scriptum efterföljs ibland av DS (eller ds). Det är en svensk konstruktion som står för densamme. Det används för att visa att det är samma person (densamme) som skrivit under brevet som också författat PS:et. DS har även en efterkonstruerad latinsk betydelse, deinde scriptum (latin "skrift efteråt/därefter").
Om man skriver mer än ett post scriptum i samma brev, lägger man till ytterligare P i början av förkortningen. PPS betyder således "post post scriptum" och sedan blir det PPPS, och så vidare.